# 三峡ダム
三峡ダム（さんきょうダム）は、中華人民共和国の長江中流域の湖北省宜昌市三斗坪にある大型重力式コンクリートダムである。1993年に着工し、2009年に完成した。洪水抑制・電力供給・水運改善を主目的としている。2250万キロワット (kW) の発電が可能な世界最大の水力発電所である、三峡ダム水力発電所を併設する。

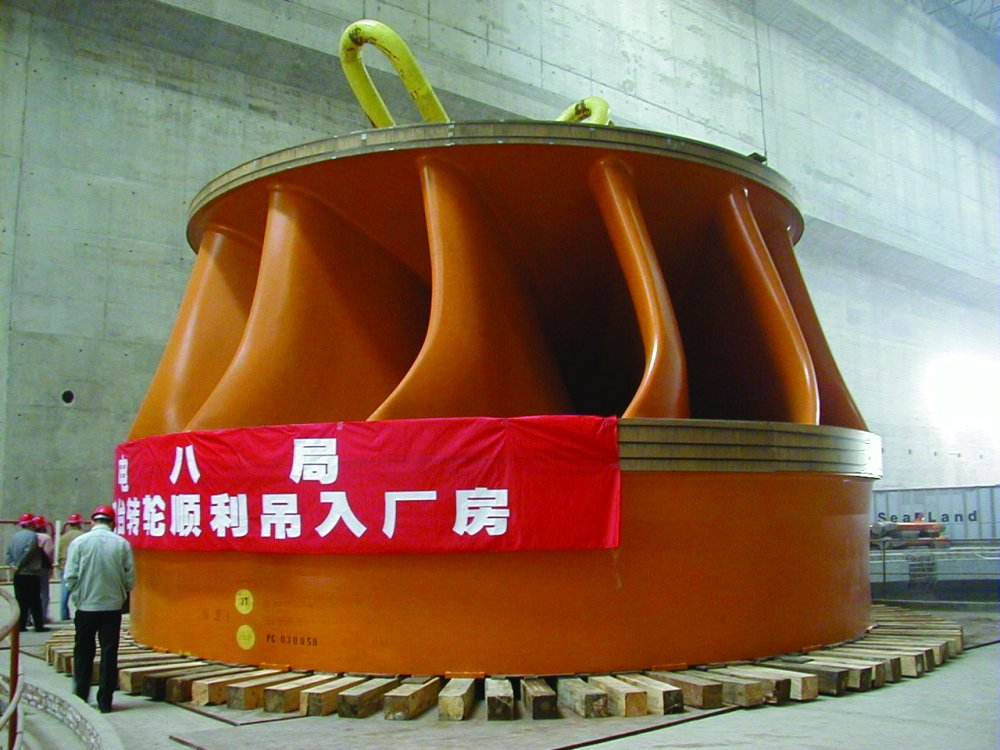
三峡ダム発電所のフランシス水車。

## 概要
ダムは長江三峡のうち最も下流にある西陵峡の半ば（湖北省宜昌市夷陵区三斗坪鎮）に建設された。貯水池は宜昌市街の上流の三斗坪鎮に始まり、重慶市街の下流に至る約660キロメートルに渡り、下流域の洪水を抑制すると共に長江の水運に大きな利便性をもたらす。このダムの建設によって、それまで重慶市中心部には排水量3000トン級の船しか遡上できなかったのが、1万トン級の大型船舶まで航行できるようになった。加えて、水力発電所は中国の年間消費エネルギーの1割弱の発電能力を有し、電力不足の中国において重要な電力供給源となる。また、火力発電と比べて発電時のCO2発生も抑制することができる。しかし、その一方で建設過程における住民110万人の強制移住・三峡各地に残る名所旧跡の水没・水質汚染・生態系への悪影響など、ダム建設に伴う問題も指摘されている。もともと葛洲ダムと重複し建設の必要性を疑問視する意見もあったが、重慶出身の李鵬首相が反対を押し切ったと喧伝された。

## ダムの詳細
ダム
- 通常水位 : 175.0 m

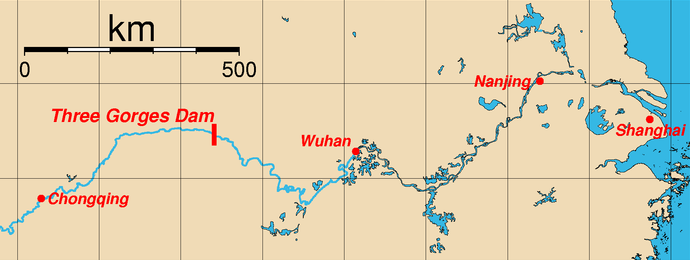
長江と三峡ダム (Three Gorges Dam) と流域の主な都市・重慶 (Chongqing)、武漢 (Wuhan)、南京 (Nanjing)、上海 (Shanghai) の位置

- 右岸発電ブロックの長さ : 584.2 m
- 放水ブロックの長さ : 483.0 m
- 左岸発電ブロックの長さ : 643.6 m
- コンクリートの使用量 : 2700万 m3

ダム湖
- 長さ : 約570 km
- 通常水位 : 標高175 m

発電所
- 年間発電量 : 1000億 kWh
- 発電機の数 : 32基
- 1基の発電能力 : 70万 kW

## 歴史

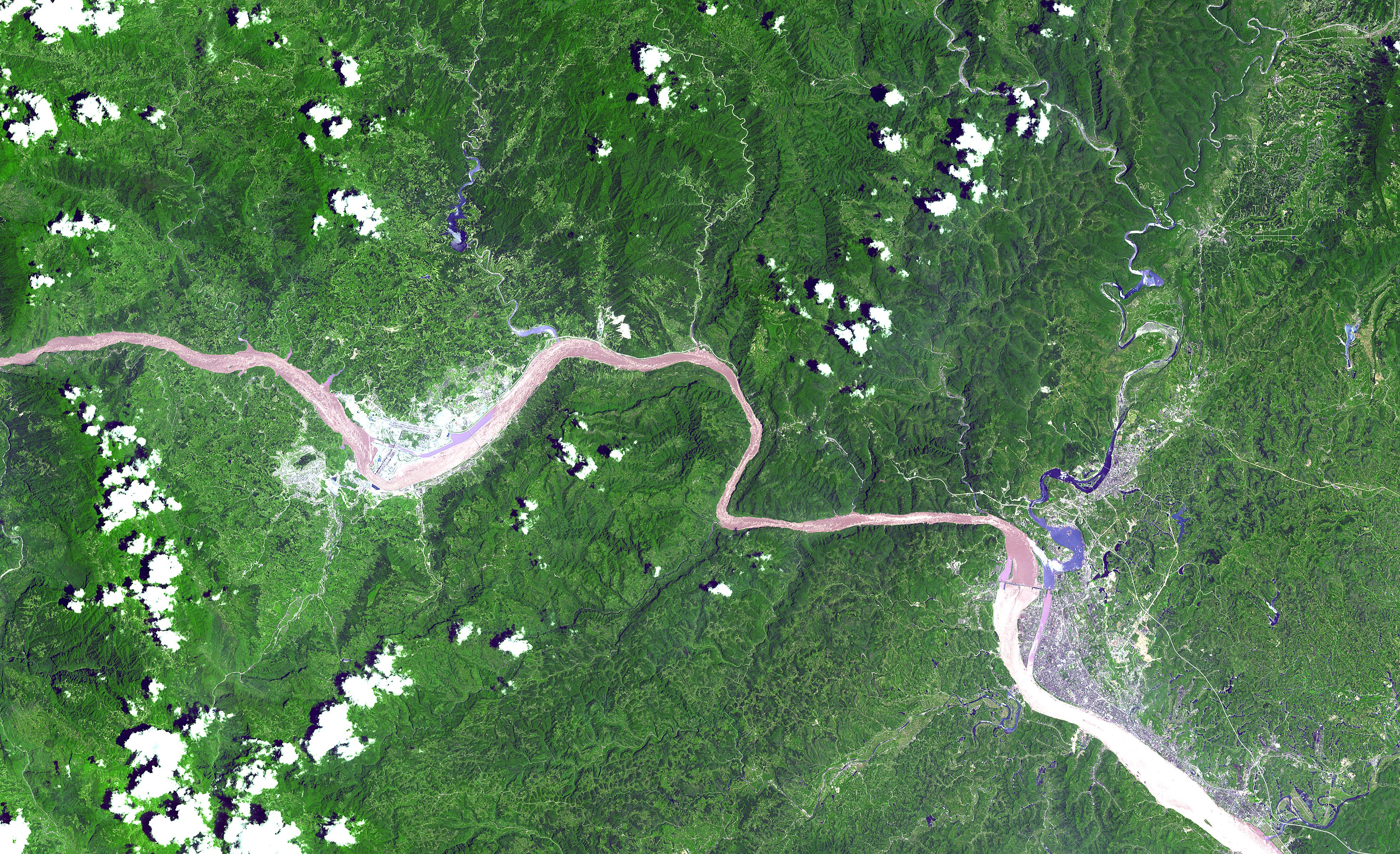
三峡付近の衛星写真。中央左寄りが三峡ダムと発電所、閘門

三峡ダムの構想は、孫文 (Sun Yat-sen) によるものとされ、1919年に『建国方策』の中で言及している。以降、国民党政府により調査が進められたものの、戦争や内戦により実現することなく白紙となった。
国共内戦を経て、1949年に中華人民共和国が建国されると、共産党政府は、1950年に長江水利委員会を設置し予備調査を開始した。調査は1956年に完了し、1963年に着工する方針が発表された。しかし、中ソ対立や文化大革命、さらには建設反対論などの影響により、しばらく計画は進展しなかった。
文化大革命が終結すると再び三峡ダムの構想が浮上し、1983年には三峡ダム事業化調査報告が提出される。これ以降、三峡ダムの建設を巡り賛否両論が噴出した。1989年、建設反対派の意見を掲載した『長江 長江-三峡工程論争』が出版されると、全人代の議論にも影響を与え着工が延期になると一時表明された。しかし、同年天安門事件が起き同書の著編者戴晴は逮捕され、同書も発売禁止となる。これ以降、建設反対論は抑制され、建設賛成論が勢いを増す。1988年 - 1998年に首相をつとめた李鵬がその中心だったとされる。
1992年、第7期全国人民代表大会（全人代）第5回会議は三峡ダムの建設を、出席者2633名中、賛成1767名、反対177名、棄権664名、無投票25名により採択した。全会一致が基本である全人代において、これほどの反対・棄権が出るのは異例のことであり、当時の民意をある程度反映した投票結果だったとも言われている。同年5月から、建設予定地の住民の移住が始まった。1993年には三峡ダム建設の事業主体となる「長江三峡工程開発総公司」や資金集めのための「三峡証券」が設立された。
三峡ダムの建設工事は、1993年に準備工事が開始され、翌1994年に着工式が行われるとともに、本工事が始まった。1997年11月8日には、長江の本流が堰止められ、第二期工事を開始した。2003年には、一部貯水（水位135 m）と発電を開始し、第三期工事を開始した。そして2006年5月20日、三峡ダムの本体工事が完了した。2009年に発電所等を含めた全プロジェクトが完成した。2012年7月4日には発電所が全面稼働を開始した。

### 年表

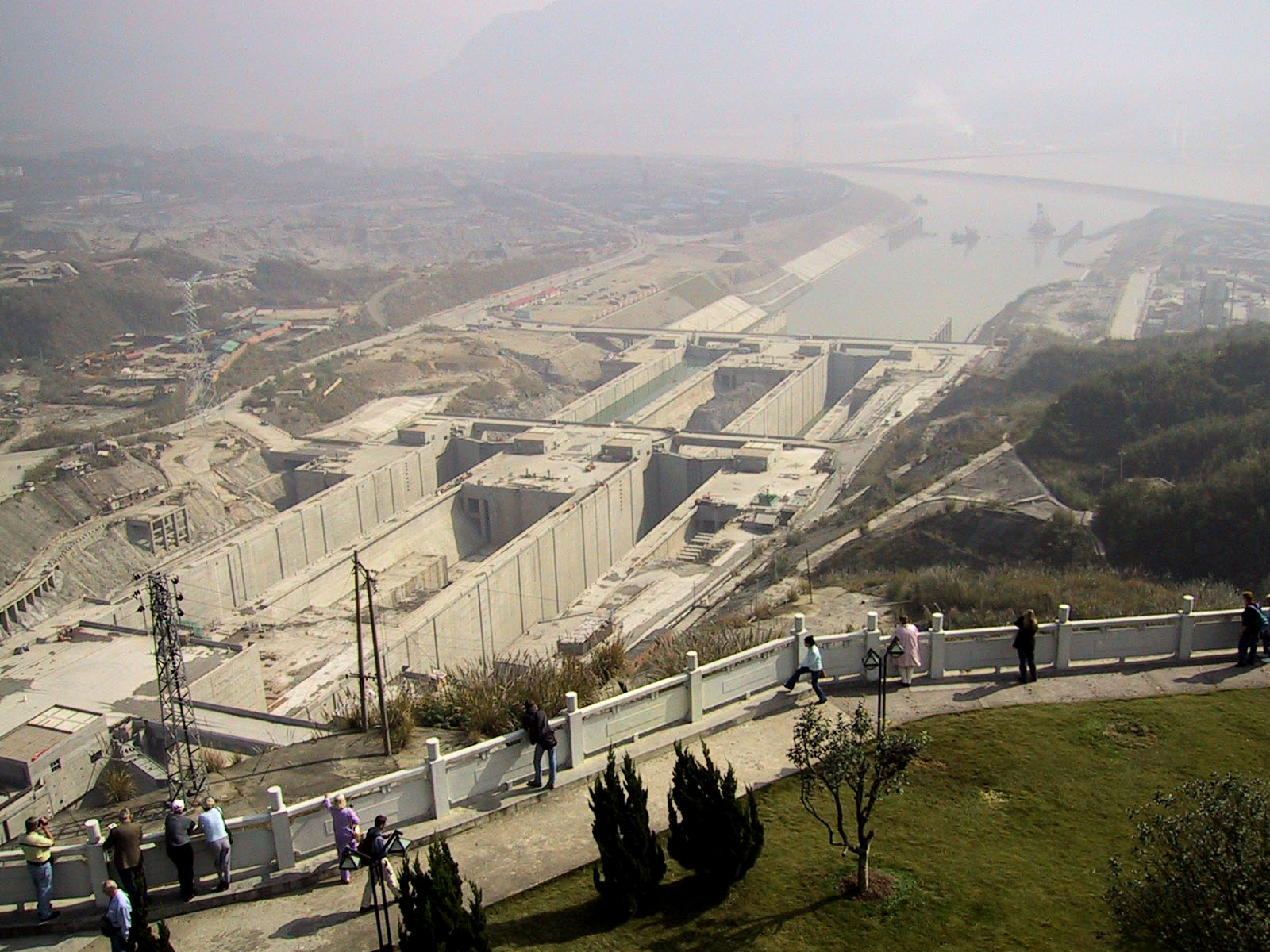
三峡ダム工事。船舶用の閘門

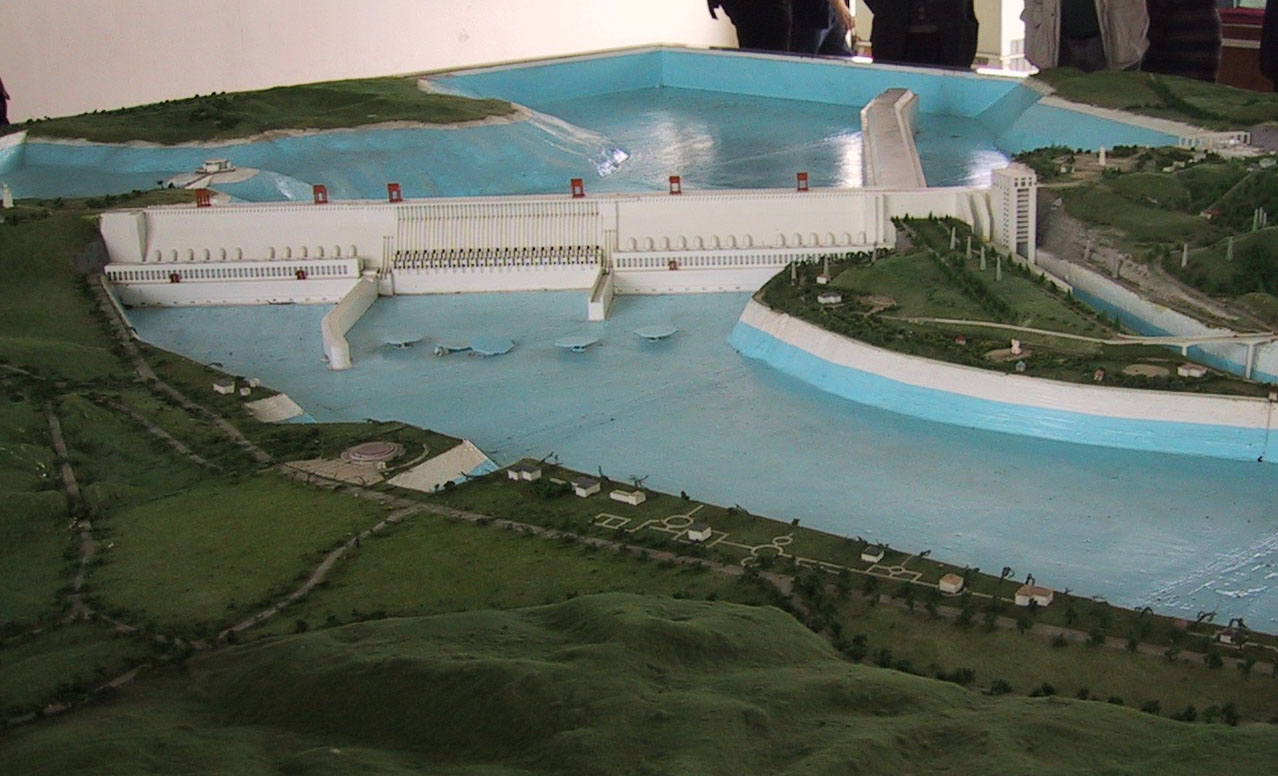
三峡ダムのモデル。右側に船が通るための船舶用エレベーターや閘門が設けられる

- 1919年 孫文、三峡ダム建設プロジェクト提唱

（戦争等により進展せず白紙に）
- 1931年 - 長江大洪水が発生。死者13万5千人、家屋流失200万件。
- 1950年 - 長江水利委員会が設置され、予備調査を開始。
- 1954年 - 長江大洪水が発生。死者3万人、家屋流失100万人。
- 1956年 調査完了、1963年着工方針発表、長江流域企画弁公室（長弁）設立。
  - 中ソ対立・文化大革命・ダム建設反対論等により中断、進展せず。
- 1983年 - 三峡ダム事業化調査報告提出。
- 1989年 - 六四天安門事件直後、建設反対派の意見を掲載した『長江 長江-三峡工程論争』が発禁となる。
- 1992年4月3日 - 全人代、三峡ダム着工を採択（出席者2633名、賛成1767名、反対177名、棄権664名、無投票25名）。
- 1993年9月27日 - 長江三峡工程開発総公司が設立され、第一期工事の準備工事が開始。
- 1994年12月14日 - 本工事開始。
- 1997年11月8日 - 第一期工事完成。第二期工事開始[10]。
- 1998年 - 長江大洪水が発生。死者1562人[11]。
- 2003年 - 第二期工事完成。湛水、水力発電の部分稼働を開始、第三期工事開始[10]
- 2006年5月20日 - 三峡ダム本体竣工。
- 2009年 - 完成。
- 2012年7月10日 - 水力発電の本格稼働を開始[2][3]。
- 2020年
  - 7月19日 - 中国で6月から断続的に降り続いている豪雨により、2006年の完成以来で最高の水位となる164.18 mに達したと報じられた[12]。
  - 8月20日 - 毎秒7万5千立方メートルの流入量を観測したと発表、2003年にダムが完成して以来、最大の流入量となった[13]。

## 三峡プロジェクトを推進する政治家
中国指導部の胡錦濤元党総書記や李鵬元総理はいずれも発電技師出身のテクノクラートであり、三峡プロジェクトを強力に推進している。また中国国務院の温家宝元総理は三峡工程建設委員会主任を兼ねている。しかし、2006年5月20日に行われたダムの完工式には彼等は一人として出席していない。この規模の国策事業の節目において最高指導部が欠席することは異例と言ってよく、その背景が注目されている。

## 利点

### 治水と干ばつ対策
三峡ダムのもっとも大きな目的は、長江の洪水の抑制である。堤高185 mである三峡ダムの最高水位は海抜175 mに設定されているが、毎年6月ごろに海抜145 mあたりまで水位を下げ、洪水期に備える。三峡ダムの巨大な貯水量は、水量調節を容易にして洪水を抑制することが期待されている。この洪水抑制能力は非常に高いものであり、10年に1度のペースで起きていた長江流域の洪水を100年に1度にまで抑制することができるとされている。完成後、2010年には長江で大洪水が発生したものの、三峡ダムは洪水を一時貯留し、下流の洪水を緩和したと三峡集団は表明している。
また、豊水期に貯留した水を、渇水期に放出することによる干ばつ対策も大きな目的である。三峡ダムは2008年以降、毎年10月ごろにダムの最高水位である海抜175 mまで試験貯水と称する水位運用を行っており、2010年度は10月26日に海抜175 mに達した。翌2011年には長江流域で大渇水が発生したが、このとき三峡ダムの水位を下げて追加放水が行われ、下流の干ばつ対策に貢献したと報道された。

#### 2020年中国大洪水
三峡ダムは毎年満水である175 mになるまで試験貯水と称する水位運用を行っており、2019年度は9月10日に貯水が開始され、10月31日に満水に達した。また、この試験貯水は毎年洪水期に入る前に放水が行われて水位が下げられており、2020年6月8日には水位は144 mにまで引き下げられた。
2020年6月には長江流域で豪雨が発生し、洪水が懸念されていた（2020年中国大洪水）。これに対し、三峡ダムは2020年6月29日に放流を行い増水に備えたとの記事があるが、放流はそれ以前から継続しており、流入量のピークを貯留して下流の被害を軽減するよう放流量を増減するという、通常の洪水操作が行われているに過ぎない。豪雨は継続し、7月19日にはふたたび洪水のピークを迎えた。このときは下流の洪水抑制のため放流を制限しダムの水位は上昇したが、ピーク後に放流が行われて水位は下げられた。この放流によって下流は洞庭湖を中心に警戒水位を超え、避難が行われた。さらに7月29日には3回目の増水ピーク、8月14日には4回目の増水ピークを迎え、8月19日には洪水の流入量が竣工以来最も大きな数値となり、8月20日には5回目のピークを記録。これを受け、同日には三峡ダムの航行が中止された。8月21日には水位は165 mを超え、危険水位を大きく上回ることとなったとの記事があるが、この水位は上記のように通常秋に経験するものであり、危険水位という概念や呼称はないので、事実誤認である。また8月23日には再度放水が行われた。8月22日には水位がピークとなる167.65 mに達し、洪水期の水位としては過去最高となったが、8月25日には水量減少により、三峡ダムの閘門を再開。運用停止期間はダム完成以来最長の174時間に達した。
この洪水は三ヶ月に及び、三峡ダム上流にある重慶始め長江流域各地の冠水状況や三峡ダムの放流状況がネットで伝えられ、今にもダムが決壊するかのような情報もあったが、実際には巧みなダム放流操作により、洪水時満水位175 mに対して十分な余裕を持って洪水をピークカットし、下流の被害を軽減することができたと評価されている。

### 水運
また、ダムによって水位がかさ上げされることにより、上記のように1万トン級の船が四川盆地の玄関口である重慶市中心部にまでさかのぼることができるようになるほか、これまで三峡に多く存在していた航行の難所がすべて消失し、航行が容易になることによって航行可能な船舶の数も増加する。長江の輸送可能量が増加することによって物流が円滑になり、中国政府の進める西部大開発の起爆剤となることが期待されていた。閘門の運用開始後、この水域の通過貨物量は激増し、2019年には運用開始前の約8倍、1億4600万トンに達したと報じられた。これによって、重慶は計画通り西南部の物流拠点として重要な地位を占めるようになった。一方、中国の経済成長によって三峡の航行量は増大し続け、当初見積もりの年間1億トンを2015年には大幅に超えるようになり、三峡ダムの通過に遅延が生じるようになったため対策が急務とされた。

### 発電
三峡ダム水力発電所は、70万 kW発電機32台を設置し2250万 kWの発電が可能である。これは最新の原子力発電所や大型火力発電所では16基分に相当し、世界最大の水力発電ダムとなる。三峡ダム水力発電所の年間発生電力量は1000億 kWhであり、中国の電気エネルギー消費量が年間約5兆 kWhであるから、三峡ダムだけで中国の電気の2.0 %を賄えることとなる。この電力を石油を燃やした火力で作るとすれば、1年間に石油1750万トン、CO2排出5450万トンという数値になる。ちなみに、東京電力の一般家庭向け販売電力量はおよそ860億 kWhで、日本の年間電気エネルギー消費量は約1兆 kWhである。ダムによる水力発電は一度完成してしまいさえすれば火力発電に比べ二酸化炭素の放出量が大幅に少なくて済み、環境負荷が少ない。ここで発電された電力は、中国政府の「西電東送」（西で発電して東へ供給する）計画の一環として、上海市などの長江デルタ地帯へと送られる。実際の発電量は、2013年には837億 kWh、2014年には988億 kWhであった。三峡ダムと匹敵するもう一つの巨大水力発電所であるブラジル・パラグアイ間にあるイタイプダムの発電量は、2013年には986億 kWh、2014年には878億 kWhだった。
| 年   | 発電機数 | 億 kWh |        |
| ---- | -------- | ------ | ------ |
| 2003 | 6        | 86.07  |        |
| 2004 | 11       | 391.55 |        |
| 2005 | 14       | 490.90 |        |
| 2006 | 14       | 492.50 |        |
| 2007 | 21       | 616.00 |        |
| 2008 | 26       | 808.12 | [ 42 ] |
| 2009 | 26       | 794.70 | [ 43 ] |
| 2010 | 26       | 843.70 | [ 44 ] |
| 2011 | 29       | 782.90 | [ 45 ] |
| 2012 | 32       | 981.00 | [ 46 ] |
| 2013 | 32       | 832.70 | [ 47 ] |
| 2014 | 32       | 988.00 | [ 48 ] |

### 水利と観光
このほか、2015年現在では計画段階にとどまっているものの、2014年に完成した、漢水の丹江口ダムから北へと延びる南水北調計画の中線ルートに接続して、北京や天津といった水不足に悩む華北平原の諸都市へ水を送る計画も存在している。
名勝である三峡は水位がかなり上昇することで風景がだいぶ変化するものの完全に水没するわけではなく、渓谷自体は残るため、交通の便の改善に伴い観光客の増加も見込まれている。観光に関してはダム自体が中国の5A級観光地（2007年認定）として新しい観光名所となり、経済効果を生んでいる。

## 問題点

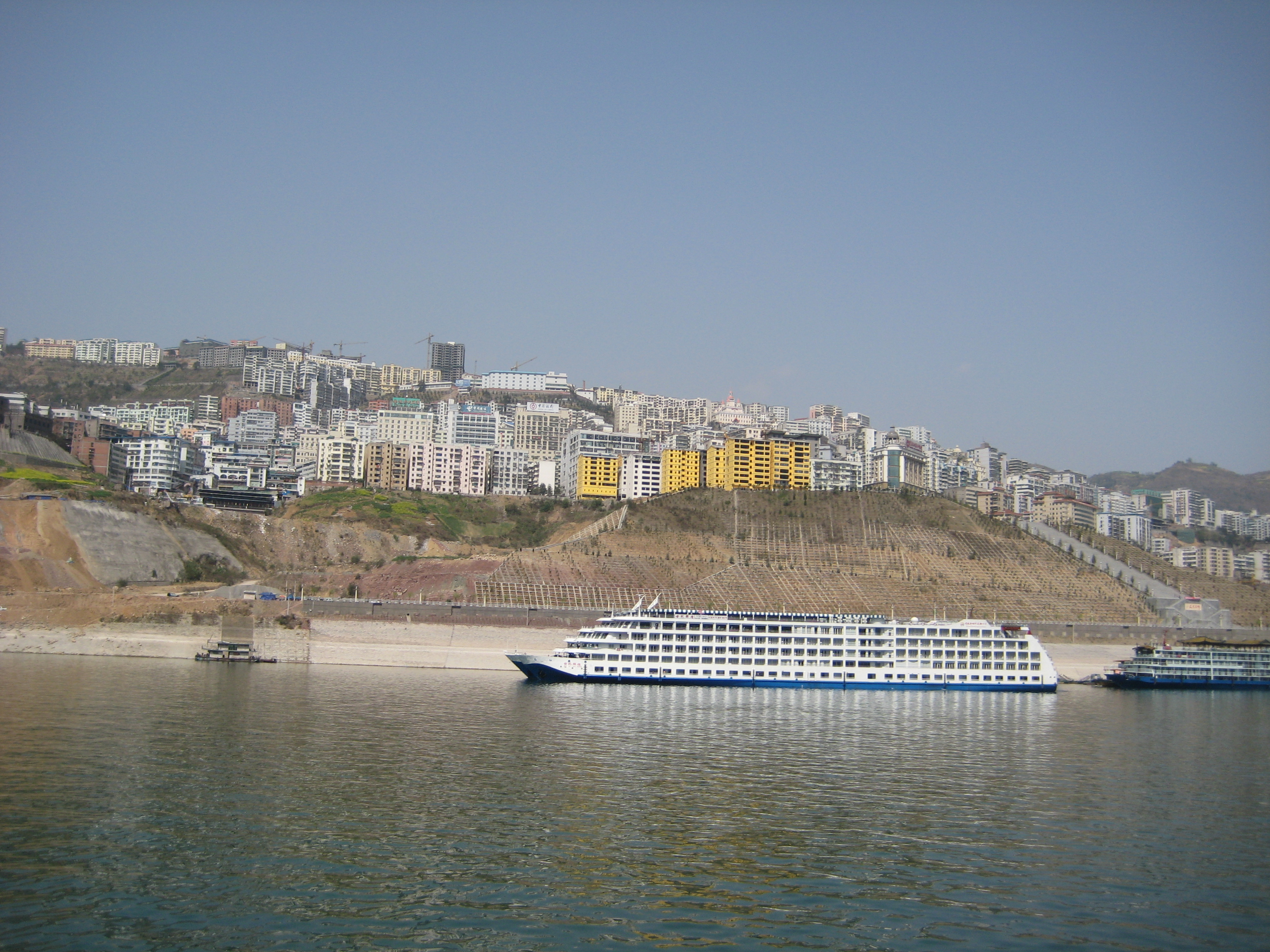
三峡ダム建設後に作られた巫山県の新しい県城。多数の人々が古い町を退去し新しい町に移住させられた

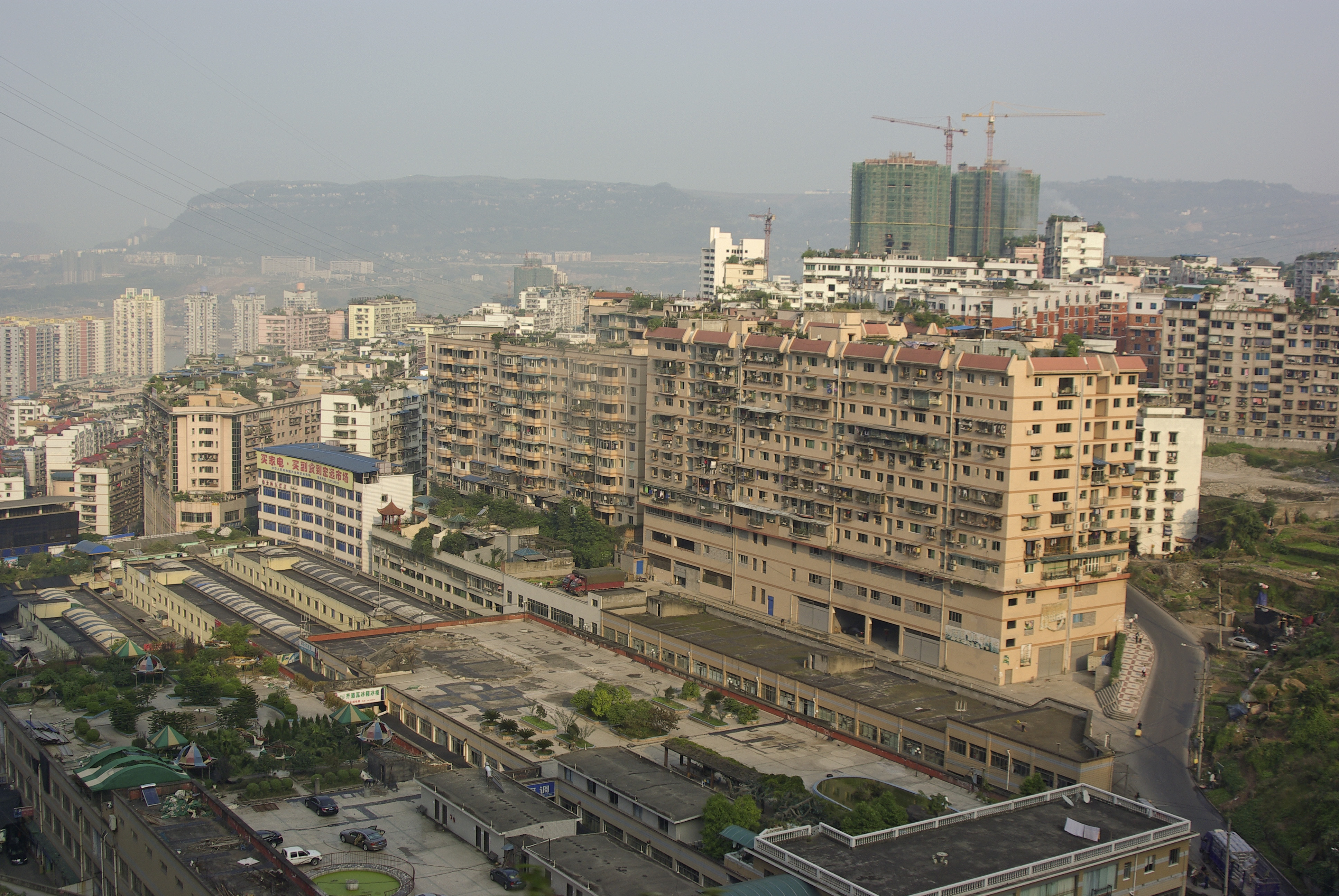
重慶市万州区の新市街。万州では市街の半分がダム建設で水没し、20万人近い人々が突貫工事で作られた新市街に移住している

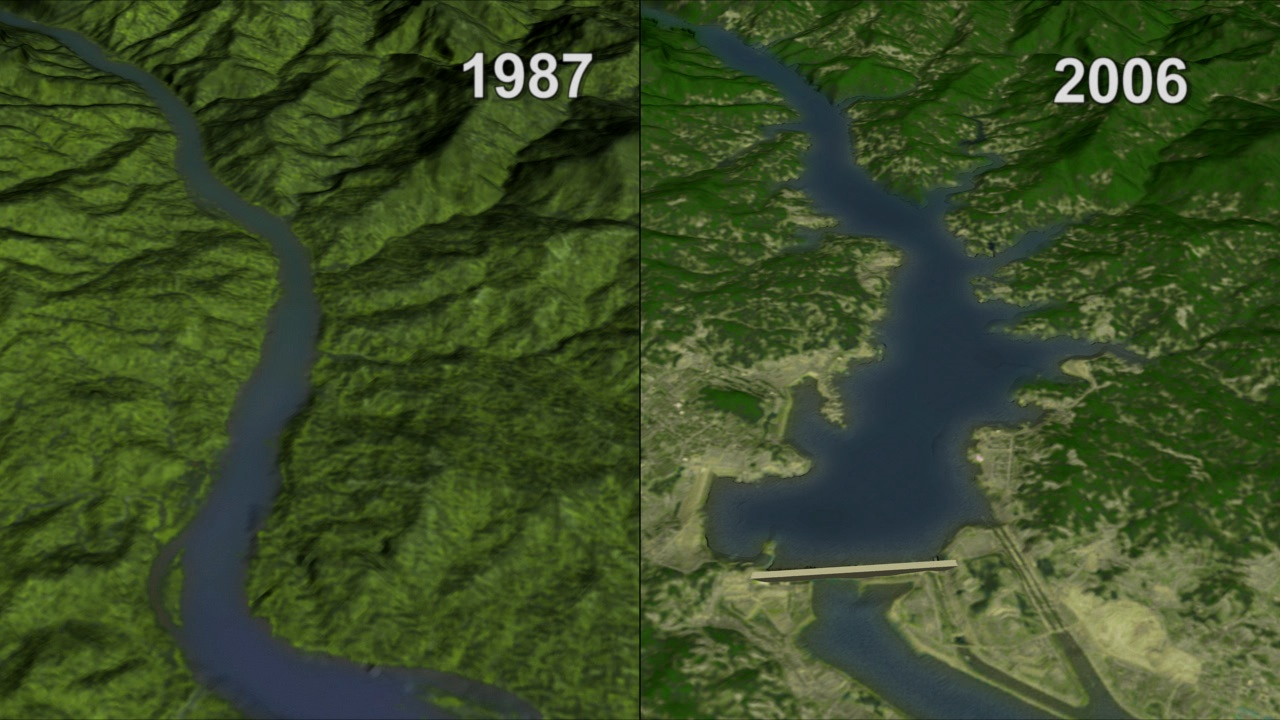
三峡ダム建設前と建設後の地形変化

### 住民の強制移住
三峡ダムの貯水池は全長660 kmにも及ぶため、ダム湖に水没する地域は広大なものであり、多数の村落や都市が水没することとなった。三峡地域は険しい山岳が長江の両岸に迫っている地域であるが、湖北省では宜昌市の秭帰県、興山県、恩施トゥチャ族ミャオ族自治州の巴東県、重慶市では巫山県、奉節県、開県、豊都県などで中心市街地が水没した。また人口数十万を数える中規模都市だった四川省万県市（現・重慶市万州区）や涪陵区などでは市街地の大部分が水没している。これらの水没した地区のうち、都市区域においては、隣接した斜面や山の上に新市街が建設され多くの住民が移住した。
着工時は、移住対象の住民は84万人であったが、もともと人口増加や二次移転を含めた総移転人口は120万人程度と見込まれており、2010年9月の時点で127万人が強制移住を余儀なくされ、さらに30万人ほどが退去予定となっていた。こうした移住は、基本的には同一地域内での移住が原則であり、上記の都市のほか、農民も山間地を切り開いて作った新たな農地へと移住することとなっていた。しかし、三峡地域はもともと地形の険しい地域であるため農業適地は開墾しつくされており、農民は急斜面の農業開発を余儀なくされた。また、このために土砂流出が激増し、がけ崩れなども多発するようになった。このため、同一地域内ではなく遠く離れた地域への移住が推進されるようになった。
これら「三峡移民」の多くは充分な補償も受けられないまま貧困層へと転落しており社会問題となっている。 2002年には移住先からの帰郷を求めた元住民が逮捕される事件も発生している。

### 文化財・名所旧跡の水没
三峡は中国の10元紙幣にも描かれるほどの中国を代表する名所であり、白帝城は孤島化、白鶴梁など貴重な歴史資料でもある史跡は水没の危機があった。文化財は合わせて1108点が水没の影響を受けると予想され、史跡としての価値に応じ移住または放棄の処置がとられた。白鶴梁は水没したが、2009年5月に水中博物館（白鶴梁水下博物館）として一般公開された。また白帝城は孤島化したもののアクセス道路が建設され、引き続き観光名所となっている。死霊文化で知られる「鬼城」豊都も波の下に沈んだ。

### 地すべり・がけ崩れの発生
地質が脆い場所に作られたダムに貯水を行うと、ダム湖斜面や周辺の地盤への水の浸透と強大な水圧により、地滑りやがけ崩れが発生することがある。また三峡周辺ではもともと地質の軟弱な地点が多く存在しており、ダム湖沿岸における地滑りの危険性はいずれの事前研究においても指摘されていた。三峡ダムでは2008年末時点で132カ所で合計約2億立方メートルのがけ崩れが発生していたために、当局は水位を満水の175 mにすることなく172.5 mで打ち切り、約2000人を緊急避難させている。その後、三峡ダム区地質災害防止作業指導事務室チームが調査を行った結果、5386カ所で地滑りやがけ崩れなどの問題が発生するおそれがあることが判明した。重慶市内の雲陽県涼水井地区では、2009年3月以降、川岸の430 m、400万立方メートルにわたる土砂が崩落し、長江の主要航路に土砂が流れこむ恐れがあるとして厳重監視対象地域になっている。同地区に近い村では、地盤の変動で民家が徐々に引き裂かれながら移動するなどの被害も出ている。一方、2019年の中国の報道ではダム沿岸の土壌流出は1999年に比べ2018年度は47 %の減少となっており、状況は大幅に改善しているとした。

### 水質汚染

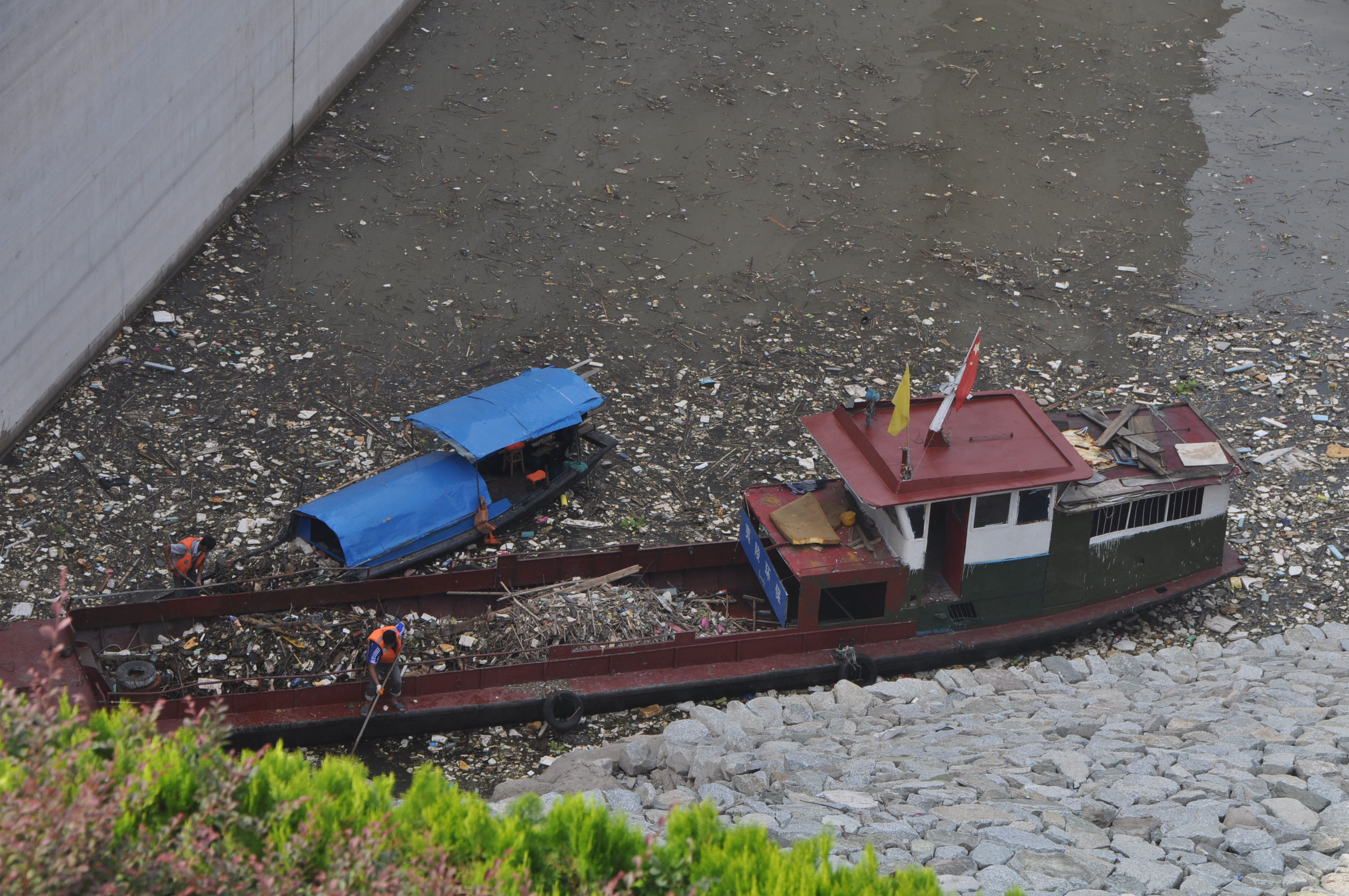
三峡ダム湖の東南隅でゴミを集める作業

環境対策としては、三峡ダム地区（湖北省 - 重慶市）の汚水処理施設およびゴミ処理場の設置計画が2001年に了承され（建設費は国が負担）、建設、稼働している。しかし、人口3000万人を超える重慶など上流域での、工業・生活排水対策が不十分であるので、ダムが「巨大な汚水のため池」になっている。運営費は自治体負担のため、完成後稼働していない施設・処理場が多い。国家環境保護局が2005年に行った調査では、「7割がまったく未稼働か、時々しか稼働していない」状態にあったという。そのため、水の富栄養化に大きな影響を及ぼす窒素化合物やリンの除去処理を行っていない施設も多い。湖北省と重慶市は、対応策として施設運営費を「国8割、地方2割」とするよう求めている。

### 土砂堆積の懸念
三峡ダムは、流入する土砂で埋没してしまうのではないかと懸念する意見もある。これに対して当局は、三峡ダムは流域面積108.4万平方キロメートル、土砂流入 5.3億トン/年で、年間平均総流入量4500億トンに対し、有効貯水量は220億トンで5 %にも満たないとし、また、土砂吐きにはダム下流側に7 m×9 mのゲート23門を設け、6月～9月の洪水時に175 m満水位から30 m水位を下げて、洪水と共に土砂を排出する計画になっており問題は生じないとしている。

### 洪水の危機
2020年6月22日に、重慶市（直轄市）の水利当局は、長江水系の河川・綦江（）の上流側での急激な増水によりダムの水位が危険な状態となったことを知らせる最高級水位の「洪水紅色警報」を出した。その「史上最大規模の洪水」に見舞われるとの警告により市民4万人が避難した。

### 汚職と李鵬
「汚職の温床」と化し、総工費2000億元のうち34億元が賄賂や汚職に消えたと言われ、中でも李鵬はダム建設に使われる資材や設備の購入を通じて外国企業から巨額の賄賂を受けたとされる。更に、三峡ダムを管理・運営する中国長江三峡集団傘下にある長江電力グループが香港証券取引所に上場した際には、息子の李小鵬や娘の李小琳の会社や、妻の朱琳が経営する会社も同グループの株式を大量に購入し、巨額の利益を手にしたとされる。

### 地球の自転
NASAは「地球の自転がわずかに遅くなる」可能性について言及。三峡ダムに集められた膨大な水によって、地球の形は赤道がわずかにふくらみ、極地域が平ら気味に変形し、1日の長さが0.06マイクロ秒長くなる可能性があるとのこと。

## エピソード

### ダム決壊騒動
2019年、中国国内のダム専門家がGoogle earthで2009年に撮影したダムの基礎部分の写真と2018年に撮影した写真を比較した際「2009年にはダムの基礎部分はまっすぐな直線になっているが、2018年には数ヶ所が湾曲している」と発表したことで、三峡ダムに決壊の危機が迫っているとする声が高まった。一方、中国当局はこの指摘に対して、ダム自体に問題は発生しておらず、そのゆがみはGoogle earthの技術的な問題であり、事実ではないとした。
実際にこの歪みは衛星写真を結合して作られる地形図では頻出する問題であり、騒動を受けて2020年7月の段階でGoogle earthの航空写真の歪みは修正された。
なお、万が一決壊した場合は上海市や武漢市などの下流域の大都市に大きな被害をもたらし、中国経済に大ダメージを与えるとともに、中国国内の電力供給がストップすることで大規模な停電を引き起こす可能性がある。